# 508
El 508 (DVIII) fou un any de traspàs començat en dimarts del calendari julià.

## Esdeveniments
- El catolicisme esdevé la religió oficial del Regne Franc.
- Clodoveu I estableix Lutècia (actual París) com a capital del Regne Franc.[1]
- Fallit setge de Carcassona per Clodoveu I